# Discodes differens
Discodes differens är en stekelart som beskrevs av Yasnosh 1972. Discodes differens ingår i släktet Discodes och familjen sköldlussteklar.
Artens utbredningsområde är:
- Tyskland.
- Italien.

Inga underarter finns listade i Catalogue of Life.